# Mo socken, Bohuslän
Mo socken i Bohuslän ingick i Bullarens härad, ingår sedan 1971 i Tanums kommun och motsvarar från 2016 Mo distrikt.
Socknens areal är 97,29  kvadratkilometer, varav land 90,72. År 2000 fanns här 343 invånare. Sockenkyrkan Mo kyrka ligger i socknen. 

## Administrativ historik
Mo socken har medeltida ursprung. 
Vid kommunreformen 1862 övergick socknens ansvar för de kyrkliga frågorna till Mo församling och för de borgerliga frågorna bildades Mo landskommun. Landskommunen inkorporerades 1952 i Bullarens landskommun som 1971 uppgick i Tanums kommun. Församlingen uppgick 2002 i Naverstad-Mo församling.
1 januari 2016 inrättades distriktet Mo, med samma omfattning som församlingen hade 1999/2000.  
Socknen har tillhört län, fögderier, tingslag och domsagor enligt vad som beskrivs i artikeln Bullarens härad. De indelta soldaterna tillhörde Bohusläns regemente, Bullarens kompani och de indelta båtsmännen tillhörde 1:a Bohusläns båtsmanskompani. Rotenummer i Bullarens kompani var:
Apelhult 19, Björkemarken 20, Ödsmål 21, Grimmeland 22, Kaneröd 23, Fressland 24, Fressland 25, Tveten 26, Backa 27, Smeviken 28, Remne 42, Gottersröd 43, Ulseröd 44, Svennungseröd 45, Elseröd 46, Liveröd 47

## Geografi och natur
Mo socken ligger kring Södra Bullaresjönsom är den största insjön och delas med Naverstads socken och Svarteborgs socken i Munkedals kommun. Socknen har odlingsbygd kring sjön och är i övrigt en kuperad skogsbygd.
Socknen ligger söder om Naverstad socken och öster om Tanums socken och nordöst om Kville socken.
I socknen finns det kommunala naturreservatet Malevattnet som delas med Krokstads socken i Munkedals kommun.
| - Apelhult - Backa - Björkemarken - Elseröd, by på Södra Bullaresjöns östra sida. - Äspelunden, by vid kyrkan. - Fjälla, by i socknens sydöstra hörn. - Fressland, by nära västra sidan av Södra Bullaresjön som ingår i Tanums kommuns kulturminnesvårdsprogram. - Gottersröd, by på östra sidan av Södra Bullaresjön. - Grimmeland - Grimåsen - Kaneröd - Karseröd - Liane - Liveröd - Lundane | - Lunden - Mörken, ingår i Tanums kommuns kulturminnesvårdsprogram. - Nockeröd - Ramtveten - Remne, ingår i Tanums kommuns kulturminnesvårdsprogram - Röstan - Smeviken - Svennungsröd, ingår i Tanums kommuns kulturminnesvårdsprogram - Torp - Toröd - Tveten - Ulseröd - Åseröd - Ödsmål | - Björnåsen - Flötemarken - Halmstad - Häljebo, ingår i Tanums kommuns kulturminnesvårdsprogram. - Hogeröd - Kitteröd - Nassleröd - Kvisseröd - Rassane - Skalleröd - Tippa |

## Fornlämningar
Cirka 20 boplatser från stenåldern har påträffats. Från bronsåldern finns cirka 40 gravrösen. Från järnåldern finns sju gravfält och två fornborgar.

## Namnet
Namnet skrevs 1334 Moa och kommer från en äldre bebyggelse med namnet Moar, vilken innehåller mo, 'sandig mark'.

## Befolkningsutveckling
| Befolkningsutvecklingen i Mo socken, Bohuslän 1571–1990 | Befolkningsutvecklingen i Mo socken, Bohuslän 1571–1990 | Befolkningsutvecklingen i Mo socken, Bohuslän 1571–1990 | Befolkningsutvecklingen i Mo socken, Bohuslän 1571–1990 | Befolkningsutvecklingen i Mo socken, Bohuslän 1571–1990 |
| --- | ------------------------------------------------------- | ------------------------------------------------------- | ------------------------------------------------------- | ------------------------------------------------------- |
| |                                                         |                                                         |                                                         |                                                         |
| År |                                                         |                                                         | Folkmängd                                               |                                                         |
| 1571 | 1571                                                    |                                                         | 118                                                     |                                                         |
| 1620 | 1620                                                    |                                                         | 282                                                     |                                                         |
| 1699 | 1699                                                    |                                                         | 514                                                     |                                                         |
| 1718 | 1718                                                    |                                                         | 501                                                     |                                                         |
| 1735 | 1735                                                    |                                                         | 639                                                     |                                                         |
| 1810 | 1810                                                    |                                                         | 642                                                     |                                                         |
| 1820 | 1820                                                    |                                                         | 747                                                     |                                                         |
| 1830 | 1830                                                    |                                                         | 967                                                     |                                                         |
| 1840 | 1840                                                    |                                                         | 1 036                                                   |                                                         |
| 1850 | 1850                                                    |                                                         | 1 269                                                   |                                                         |
| 1860 | 1860                                                    |                                                         | 1 452                                                   |                                                         |
| 1870 | 1870                                                    |                                                         | 1 527                                                   |                                                         |
| 1880 | 1880                                                    |                                                         | 1 430                                                   |                                                         |
| 1890 | 1890                                                    |                                                         | 1 206                                                   |                                                         |
| 1900 | 1900                                                    |                                                         | 1 029                                                   |                                                         |
| 1910 | 1910                                                    |                                                         | 899                                                     |                                                         |
| 1920 | 1920                                                    |                                                         | 888                                                     |                                                         |
| 1930 | 1930                                                    |                                                         | 776                                                     |                                                         |
| 1940 | 1940                                                    |                                                         | 776                                                     |                                                         |
| 1950 | 1950                                                    |                                                         | 643                                                     |                                                         |
| 1960 | 1960                                                    |                                                         | 561                                                     |                                                         |
| 1970 | 1970                                                    |                                                         | 425                                                     |                                                         |
| 1980 | 1980                                                    |                                                         | 374                                                     |                                                         |
| 1990 | 1990                                                    |                                                         | 370                                                     |                                                         |
| Anm: Källor: Umeå universitet - Tabellverket 1749-1859, Demografiska databasen, CEDAR, Umeå universitet. Uppskattningar av folkmängden före 1750 baseras på Andersson Palm, Lennart (2000). Folkmängden i Sveriges socknar och kommuner 1571-1997. |                                                         |                                                         |                                                         |                                                         |